# Spreektaal
Spreektaal is een vorm van informeel, spontaan taalgebruik, en is het tegenovergestelde van schrijftaal. Spreektaal kan dialectwoorden, woorden uit een sociolect of uitingen die bij een streek horen (regiolect) bevatten. Die worden in schrijftaal meestal niet gebruikt. 
Ook wordt spreektaal veel bij directe gesprekken gebruikt, wat een snellere uitwisseling geeft. Soms heeft de gesprekspartner bijvoorbeeld 'maar een half woord nodig': dan hoeven zinnen niet eens te worden afgemaakt. 
Het woordgebruik en de stijl in spreektaal zijn anders dan in de geschreven taal. Bijvoorbeeld: het woord sedert wordt vooral gebruikt in schrijftaal, in de spreektaal zegt men over het algemeen sinds. De lijdende vorm wordt zelden gebruikt; de constructie "Deze ziekte kan opgelopen worden" bijvoorbeeld zal in spreektaal eerder zijn: "Deze ziekte kun je oplopen". Grammaticaal is spreektaal meestal 'vrijer' dan schrijftaal. Wat in schrijftaal een stijl- of grammaticafout is, wordt in spreektaal wel gebruikt. Mooie, goed geconstrueerde zinnen zijn ook meer iets voor schrijftaal. 
Veel taalwijzigingen manifesteren zich het eerst in de spreektaal, als een brede kring die spreektaal accepteert, kan het in de schrijftaal doordringen. Voor historisch taalonderzoek vormt dit een probleem omdat spreektaal nauwelijks is  opgetekend. Hierdoor is het vaak onduidelijk of een taalontwikkeling daadwerkelijk nieuw is of al lang als spreektaal bestond.
Spreektaal en schrijftaal zijn in het Nederlands dichter bij elkaar zijn komen te staan, doordat in de schrijftaal meer aandacht wordt besteed aan leesbaarheid en begrijpelijkheid. Daarom wordt er bijvoorbeeld veel minder in hoofd- en bijzinnen geschreven. En daardoor is in hedendaags schrijftaal-Nederlands de gemiddelde zinslengte flink afgenomen!

## Voorbeeld

### Nederland
Een voorbeeld van Nederlandse spreektaal: 
- Hé sufkont, waarom be-j't aan't reparere, as je weet da-je n'et toch later weer gaat slope?

### Vlaanderen
Een voorbeeld van Vlaamse spreektaal:
- É, denkde gij dà kik nen onnozelaar zèn of wà, ik ga de polies/polisie/flikke bell'n è !
- Gij moe nie denke da gij daar zomaar vanaf komt!
- Kzin kik toch eigenlik wel ne jitn beer é !
- Chzin toch ne strrraffe keireil é ?!